# 狄奧尼修斯·伊希格斯
狄奧尼修斯·伊希格斯（拉丁語： 470年—544年，拉丁语名称意为“谦逊者 狄奥尼修斯”）是一个六世纪出生于小赛西亚的僧侣。以发明了基督纪年而知名。该纪年被儒略历和格里高利历用来计算年份。

## 外部連結
- Modern version of Dionysius Exiguus' Easter table (original version is linked in References)